# Ofra-Costa Sur
Ofra-Costa Sur es el nombre de uno de los cinco distritos en que se divide administrativamente el municipio de Santa Cruz de Tenerife (Canarias, España).
La sede del distrito se localiza en el barrio de César Casariego.

## Características
En esta zona se han ido construyendo barrios que han desplazando la actividad industrial hacia el extrarradio de la ciudad, aunque todavía se pueden encontrar algunas parcelas industriales. Se han ido ocupando espacios sin edificar en el sector de Ofra mediante promociones públicas, y se han rehabilitado y repuesto las viviendas de las barriadas construidas en los años sesenta que presentaban un avanzado estado de deterioro como Santa Clara o San Pío X.
Es el tercer distrito con mayor densidad demográfica de la ciudad, puesto que muchos edificios superan las diez plantas de altura. Aun así, también hay lugar para anchas avenidas con árboles, como la avenida Príncipes de España en Ofra.
La expansión de esta zona se ve restringida por la cercanía de la Autopista del Norte TF-5, del Polígono Costa Sur y del límite con el término municipal de La Laguna.

### Barrios
| Denominación      | Superficie | Población (2010) |
| ----------------- | ---------- | ---------------- |
| Ballester         | 0,23 km²   | 847 hab.         |
| Buenos Aires      | 1,89 km²   | 323 hab.         |
| Camino del Hierro | 0,08 km²   | 1350 hab.        |
| César Casariego   | 0,16 km²   | 4.843 hab.       |
| Chamberí          | 0,32 km²   | 842 hab.         |
| Chimisay          | 0,18 km²   | 3.383 hab.       |
| Finca La Multa    | 0,07 km²   | 737 hab.         |
| García Escámez    | 0,22 km²   | 3.121 hab.       |
| Juan XXIII        | 0,03 km²   | 1.338 hab.       |
| Las Cabritas      | 0,09 km²   | 498 hab.         |
| Las Delicias      | 0,33 km²   | 3.667 hab.       |
| Las Retamas       | 0,05 km²   | 878 hab.         |
| Mayorazgo         | 1,14 km²   | 751 hab.         |
| Miramar           | 0,08 km²   | 1.941 hab.       |
| Moraditas         | 1,11 km²   | 1.005 hab.       |
| Nuevo Obrero      | 0,18 km²   | 3.543 hab.       |
| San Antonio       | 0,07 km²   | 1.905 hab.       |
| San Pío X         | 0,14 km²   | 1.089 hab.       |
| Santa Clara       | 0,28 km²   | 4.267 hab.       |
| Somosierra        | 0,19 km²   | 3.399 hab.       |
| Tío Pino          | 0,09 km²   | 1.319 hab.       |
| Tristán           | 0,2 km²    | 1.257 hab.       |
| Villa Benítez     | 0,22 km²   | 1.208 hab.       |
| Vistabella        | 0,18 km²   | 1.752 hab.       |
| Total Distrito    | 7,53 km²   | 45.273 hab.      |

## Demografía
| 2005   | 2006   | 2007   | 2008   | 2009   | 2010   |
| ------ | ------ | ------ | ------ | ------ | ------ |
| 49.112 | 47.977 | 46.954 | 46.394 | 45.621 | 45.273 |

## Representantes
En la legislatura 2011-2015 el Tagoror del Distrito está representado por el Concejal-Presidente Dámaso Francisco Arteaga Súarez (CC), y por cuatro vocales a propuesta de CC-PNC-CCN; cuatro a propuesta del PP; dos a propuesta del PSOE; y por uno a propuesta de ASSPT.

## Lugares de interés
- Castillo de San Joaquín
- Hospital Universitario Nuestra Señora de Candelaria
- Hospital de San Juan de Dios
- Terrero Municipal de Lucha Pancho Camurria
- Mirador de Vistabella

## Galería

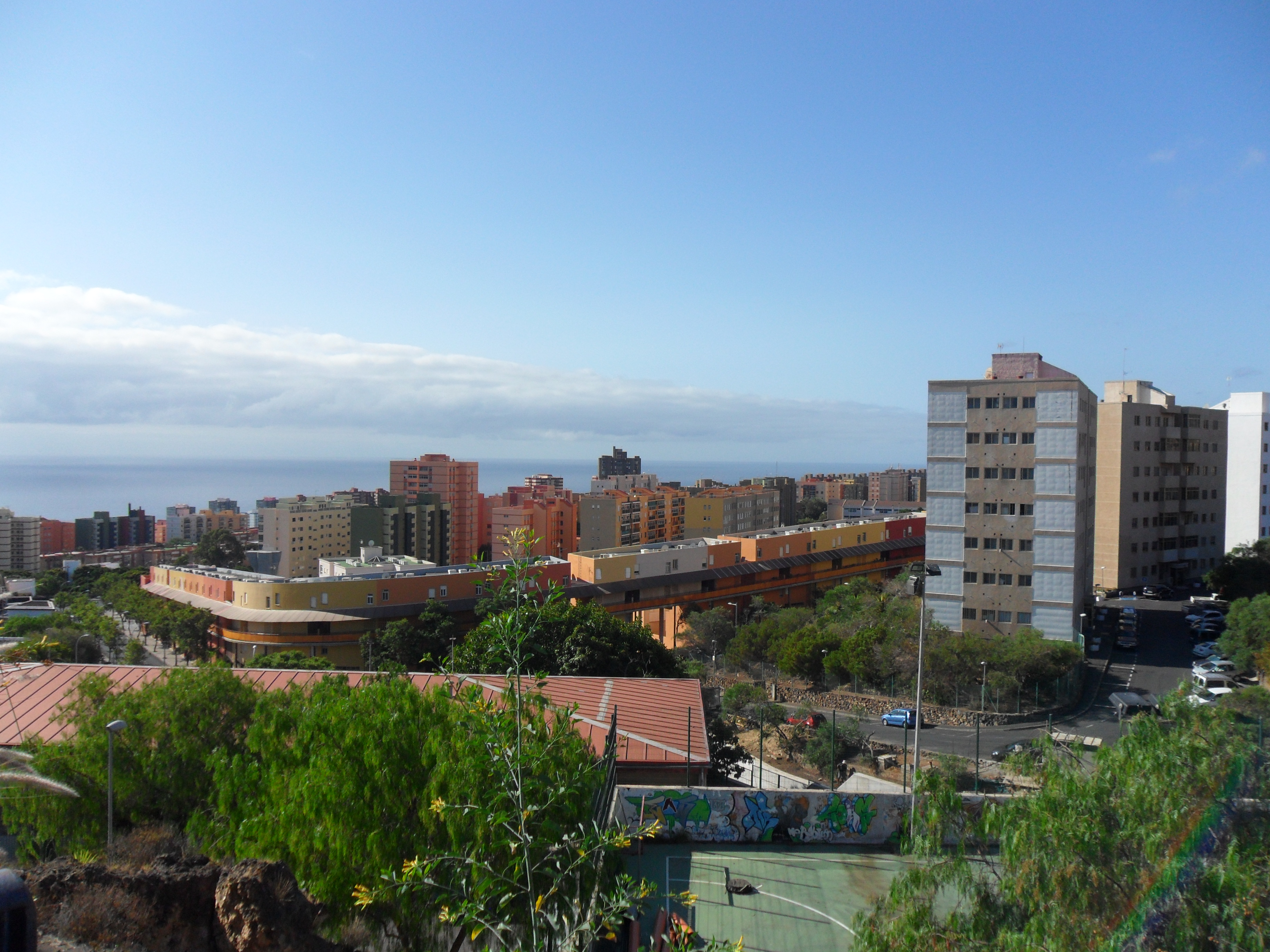
Ofra desde Vistabella.